# Atanas Uzunov
Atanas Uzunov (in bulgaro Атанас Узунов?; Plovdiv, 10 novembre 1955) è un ex arbitro di calcio bulgaro.
Ha arbitrato dal 1979 al 2000, venendo designato per il Campionato europeo di calcio 1996: durante il torneo disputato in Inghilterra ha diretto la gara Svizzera-Paesi Bassi, vinta dagli olandesi 2-0.
Per un breve periodo ha lavorato per il Lokomotiv Plovdiv.